# Ernst von Ihne

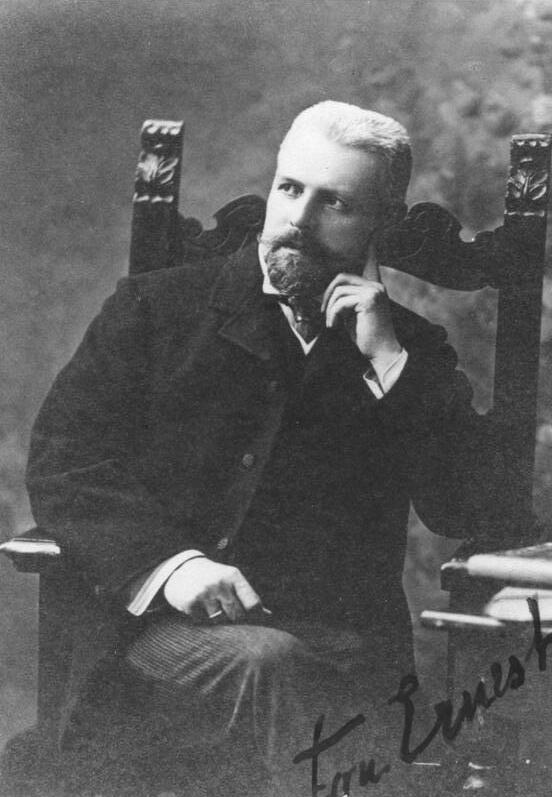
Ernst von Ihne (1900)

Ernst Eberhard Ihne, ab 1906 von Ihne, (* 23. Mai 1848 in Elberfeld; † 21. April 1917 in Berlin) war ein deutscher Architekt und preußischer Hofbaurat. Zu seinen Hauptwerken gehören der Königliche Marstall am Schloßplatz, das Kaiser-Friedrich-Museum auf der Museumsinsel und die Königliche Bibliothek an der Prachtstraße Unter den Linden in Berlin.

## Leben und Werk

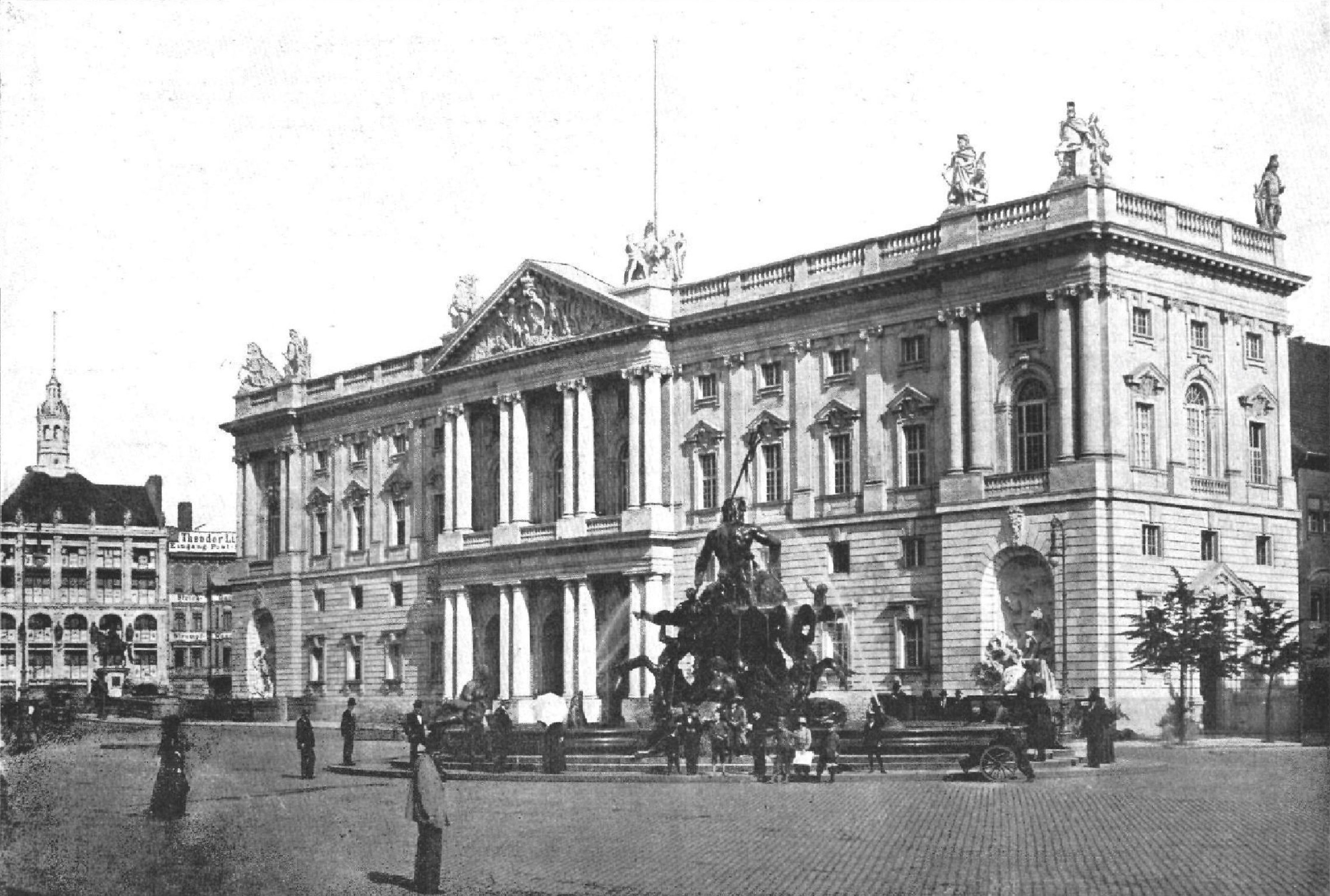
Königlicher Marstall, Berlin

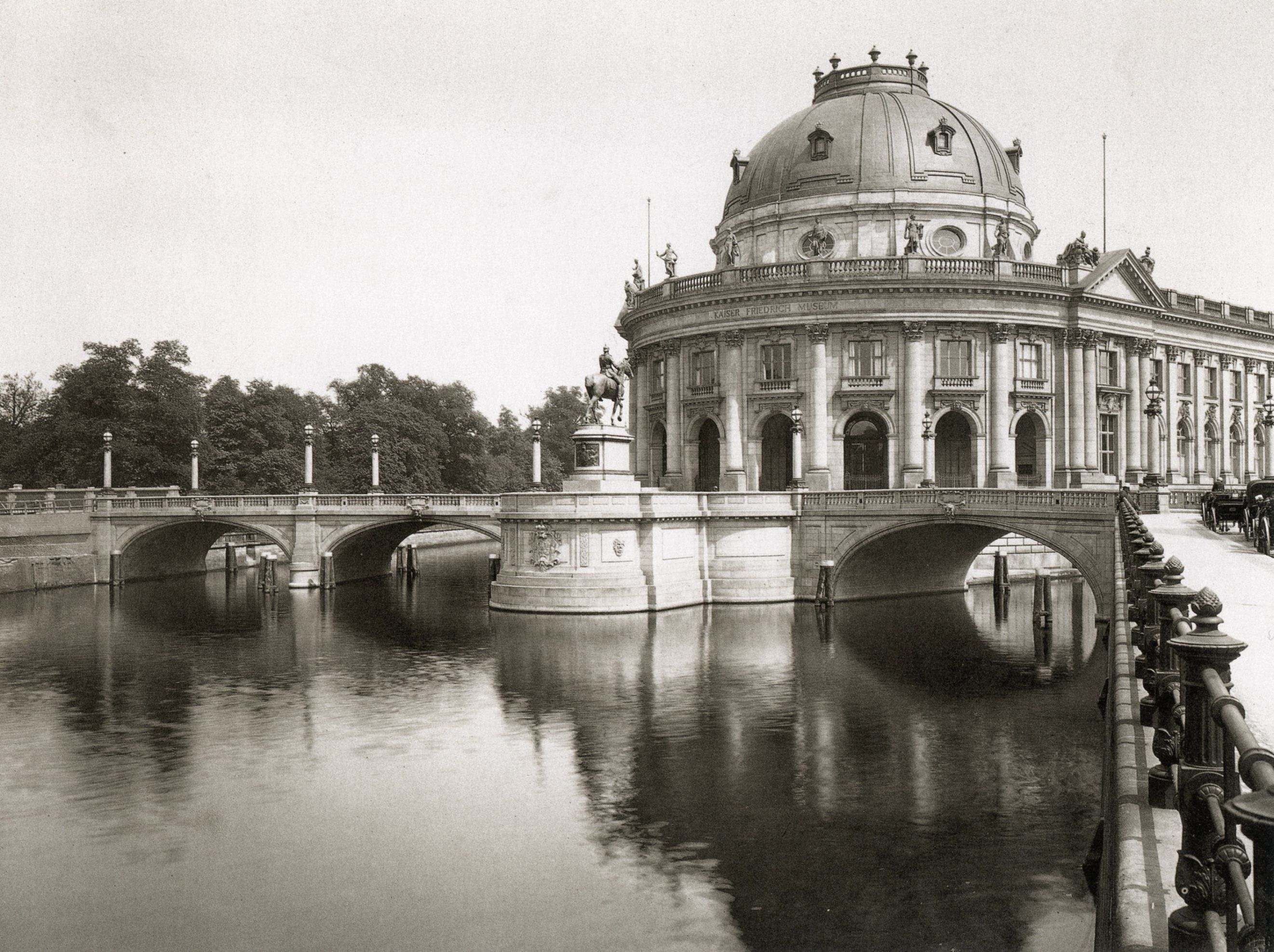
Kaiser-Friedrich-Museum, Berlin

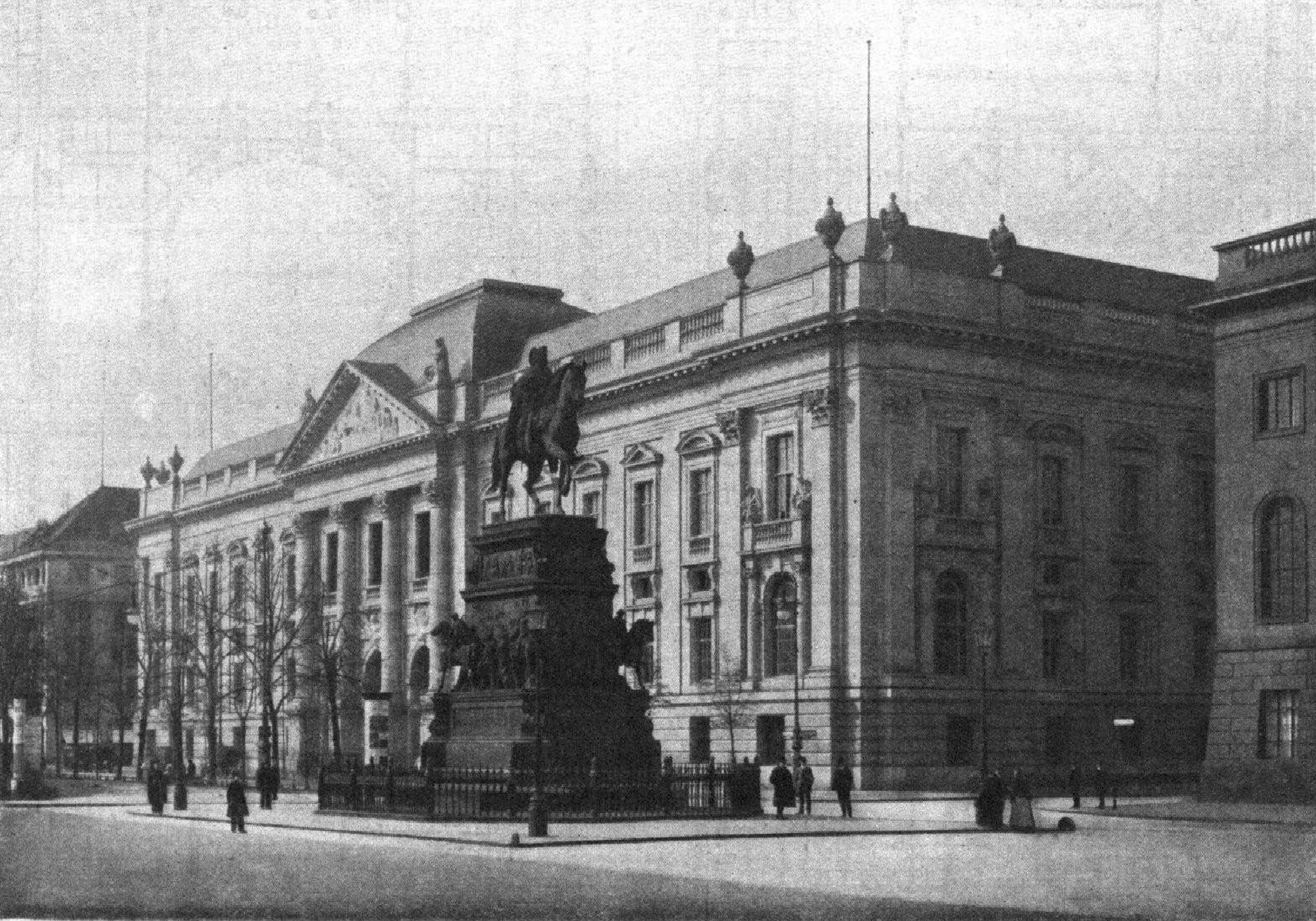
Königliche Bibliothek, Berlin

Ihne wurde als Sohn des Altphilologen und Historikers Wilhelm Ihne geboren. Nach seiner Schulzeit studierte er an der Bauschule der Technischen Hochschule Karlsruhe, der Berliner Bauakademie und an der École des beaux-arts in Paris. Mit seinem Partner Paul Stegmüller eröffnete er 1877 in Berlin ein „Büro für Architektur und Kunstgewerbe“, das hauptsächlich Landhäuser, aber auch Möbel entwarf. Er war 1879 Gründungsmitglied im Verein Berliner Architekten.
Ihne bevorzugte anfänglich die deutsche Renaissance mit französischen Einflüssen. Seine Hauptwerke in Berlin entstanden im Stil des Neobarock, während die Werke seiner Spätphase (nach 1910) vom englischen Landhausstil beeinflusst sind. Als preußischer Hofbaumeister unter Friedrich III. und Wilhelm II. war Ihne einer der bekanntesten Vertreter der wilhelminischen Architektur im deutschen Kaiserreich.
Erste Aufträge waren
- 1878–1885 der Bau des Neuen Jagdschlosses Hummelshain (mit Paul Stegmüller) und
- 1886–1887 die Einrichtung des Offizierskasinos des Leib-Garde-Husaren-Regiments in Potsdam.

Letztere fand 1888 die Bestätigung des Kaisers Wilhelm I. und in demselben Jahr ernannte ihn Kaiser Friedrich III. nach seiner Thronbesteigung zum Hofarchitekten. Ihne, der sich zwischenzeitlich von Stegmüller getrennt hatte, erhielt von der Witwe des Kaisers, der Kaiserin Friedrich
- 1888 den Auftrag zum Bau des Schlosses Friedrichshof bei Kronberg im Taunus.
- 1894 wurde er mit der Erweiterung des Palais Schaumburg in Bonn beauftragt, dem späteren Bundeskanzleramt.
- 1895–1897 entstand im Frankfurter Westend die Villa Bonn, die Sitz der Frankfurter Gesellschaft für Handel, Industrie und Wissenschaft ist.
- 1897–1898 entstand in Berlin-Grunewald die Villa Mendelssohn, Bismarckallee 23 (nach Umbauten in den 1960er Jahren vom St.-Michaels-Heim der Johannischen Kirche genutzt).
- 1900–1902 entstand die Anlage des Kaiser-Friedrich-Denkmals im Stadtpark von Kronberg im Taunus.
- 1904–1905 Villa Felseck in Heidelberg (Wohnhaus seines Vaters).

Für Wilhelm II. plante er in Berlin
- im Berliner Schloss den Ausbau der kaiserlichen Wohnung (ab 1888; 1945 ausgebrannt, 1950 gesprengt) und den Umbau und die Erweiterung des Weißen Saals (1891–1895; 1950 bei der Sprengung des Schlosses zerstört),
- den Neuen Marstall (1897–1900; in vereinfachter Form erhalten),
- das Kaiser-Friedrich-Museum (1898–1904; erhalten, jetzt „Bode-Museum“),
- die Monbijou-Brücken (1903),
- den Umbau und Ergänzungsbau des Palais Arnim als Sitz der Preußischen Akademie der Künste (1905–1907; das Ausstellungsgebäude erhalten, das 1945 ausgebrannte Palais 1960 abgerissen),
- die Staats- und Universitätsbibliothek Unter den Linden (1903–1914; bis auf den Hauptlesesaal und den Universitätslesesaal erhalten),
- das Kaiserin-Friedrich-Haus im Auftrag der Kaiserin-Friedrich-Stiftung für das ärztliche Fortbildungswesen (1904–1906; erhalten),
- die ersten Institute der Kaiser-Wilhelm-Gesellschaft in Berlin-Dahlem (1911–1916), die heute von der Freien Universität bzw. der Max-Planck-Gesellschaft genutzt werden.

Für den Familiensitz des Fürsten Donnersmarck, der stets gute Kontakte zu Wilhelm II. pflegte, entwarf Ernst von Ihne
- den Kavalierspalast im oberschlesischen Neudeck (1903–1906).
- Der Kaiserbahnhof in Potsdam wurde von 1905 bis 1909 nach seinen Plänen erbaut.

Prinz Heinrich von Preußen ließ von Ihne
- 1902–1904 das Gutshaus Hemmelmark in Schleswig-Holstein errichten (erhalten, Privatbesitz).

Unweit Remagen entstand nach Entwürfen von Ihne
- 1906–1908 das über dem Rhein thronende Schloss Ernich, das von 1955 bis 1999 als Residenz des französischen Botschafters diente.

Der Gutsbesitzer Johannes Schlutius (1861–1910) ließ nach Ihnes Plänen
- 1906–1907 den Erweiterungsbau des Herrenhauses Karow bei Plau am See errichten.

In Frascati bei Rom erfolgte nach seinen Plänen
- 1908–1910 der Umbau der Villa Falconieri.

Gustav Krupp von Bohlen und Halbach ließ von Ihne
- 1912–1914 die Große Halle der Villa Hügel in Essen umbauen.

Weitere Bauten, die nach Ihnes Plänen errichtet wurden, aber nicht mehr existieren:
- 1881: Einrichtung des Cafés Keck in Berlin, Leipziger Straße 96 (mit Paul Stegmüller, vor 1917 abgerissen)
- 1885: Wohn- und Geschäftshaus Schwartz mit Restaurant Löwenbräu in Berlin, Ecke Charlottenstraße / Französische Straße (mit Paul Stegmüller)[1]
- 1890–1891: Wohnhaus für Robert Dohme in Berlin, Händelstraße 1 (kriegszerstört)
- 1891: Kraftzentrale der Siemens-Werke in Berlin-Charlottenburg (zerstört)
- 1893: Schloss Primkenau (kriegszerstört)
- 1898: Villa für Carl Fürstenberg in Berlin-Grunewald, Koenigsallee 53 (kriegszerstört)
- 1895–1896: Palais für Fritz von Friedlaender-Fuld in Berlin, Pariser Platz 5a (nach Kriegsschäden 1960 abgerissen)[2]
- 1901–1903: Denkmal für Kaiser Friedrich III. und Kaiserin Viktoria in Berlin, vor dem Brandenburger Tor (kriegsbeschädigt und nach 1950 abgetragen)
- 1907–1908: Umbau eines Wohnhauses als Italienische Botschaft in Berlin-Tiergarten, Viktoriastraße 36 (kriegszerstört)

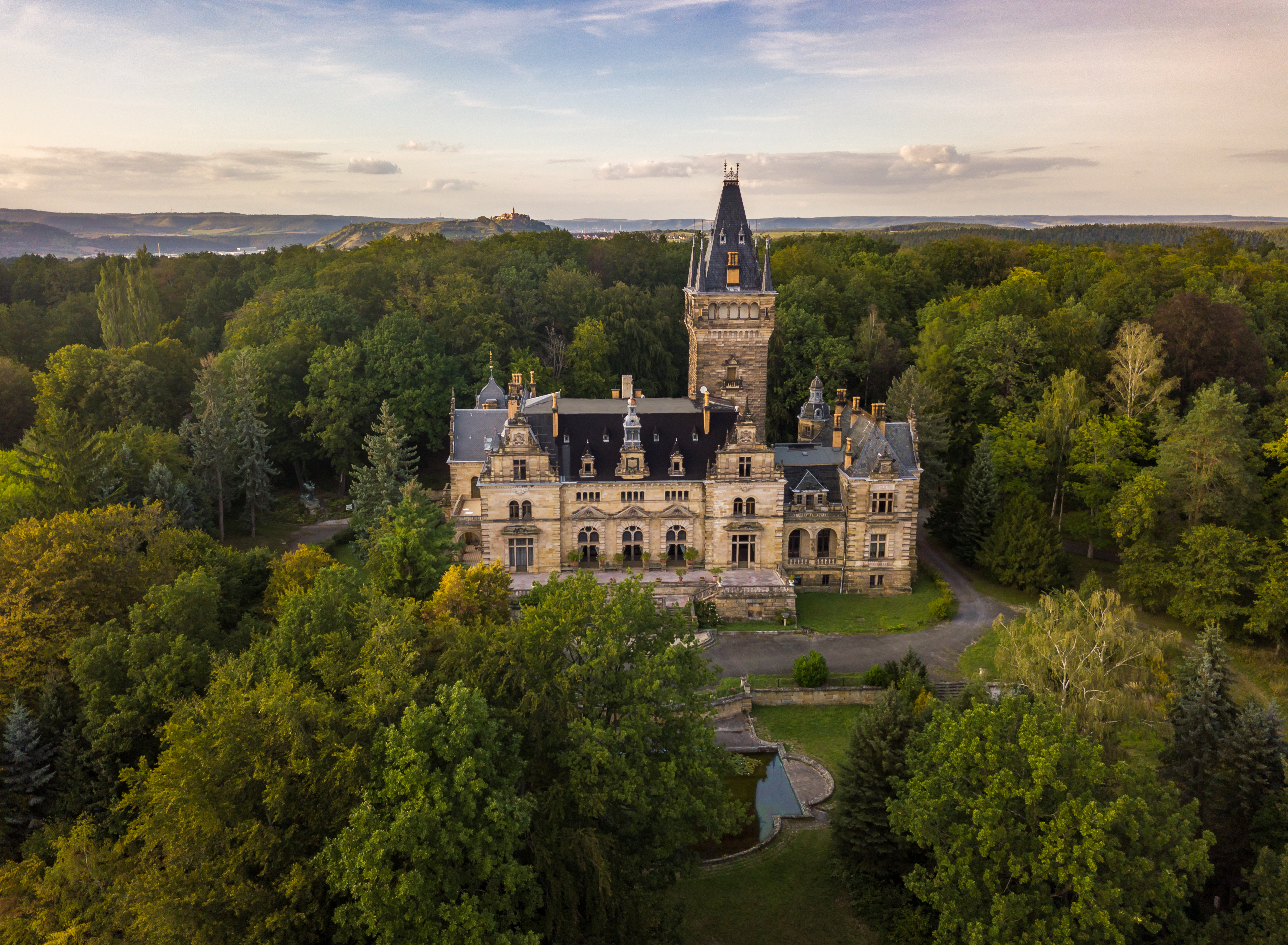
Schloss Hummelshain, bei Jena
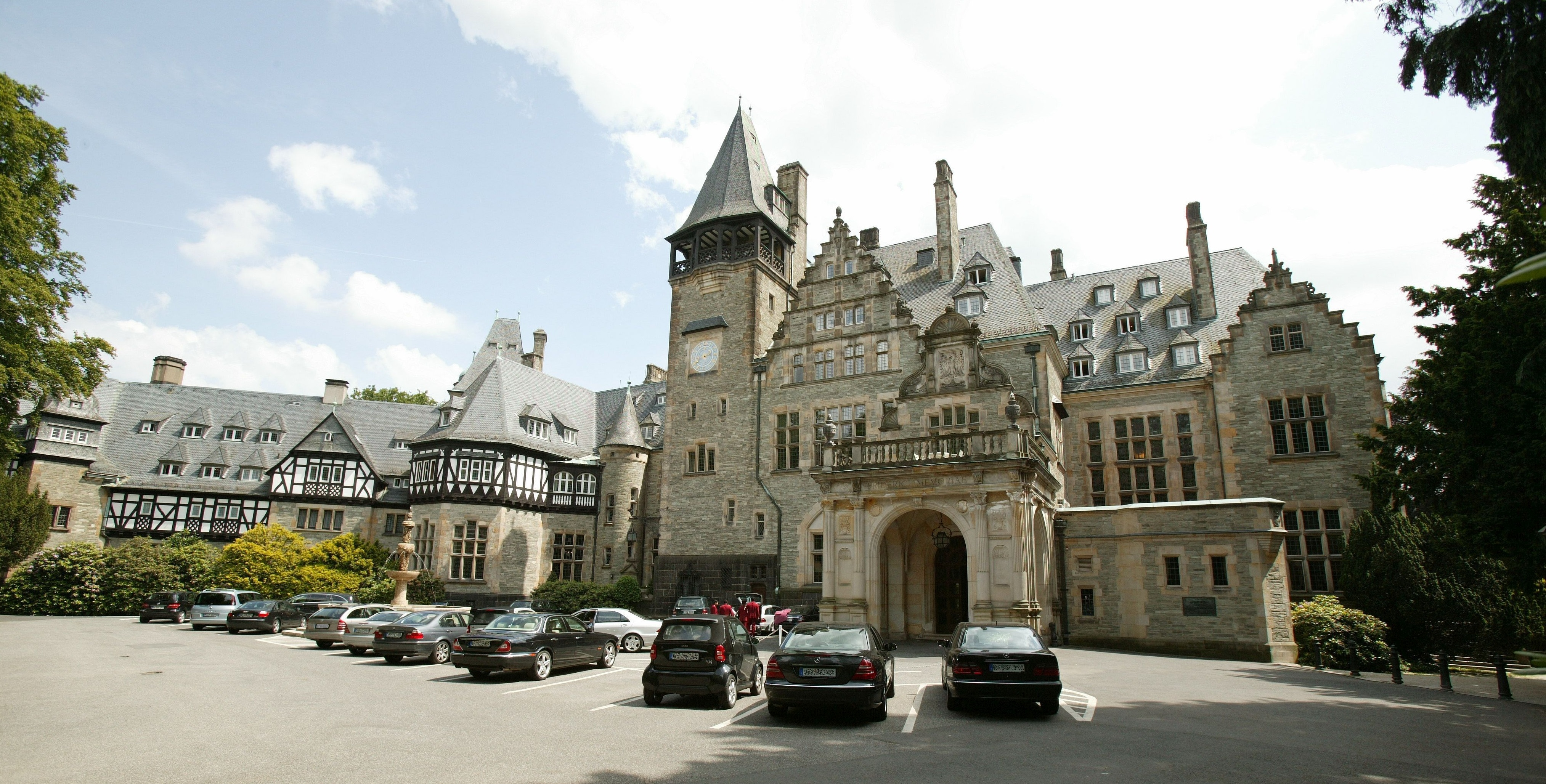
Schloss Friedrichshof, Kronberg im Taunus
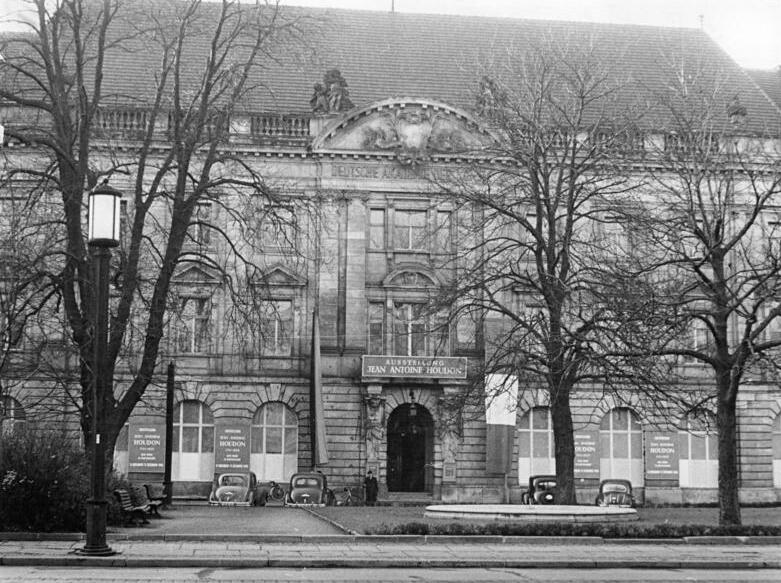
Kaiserin-Friedrich-Haus, Berlin
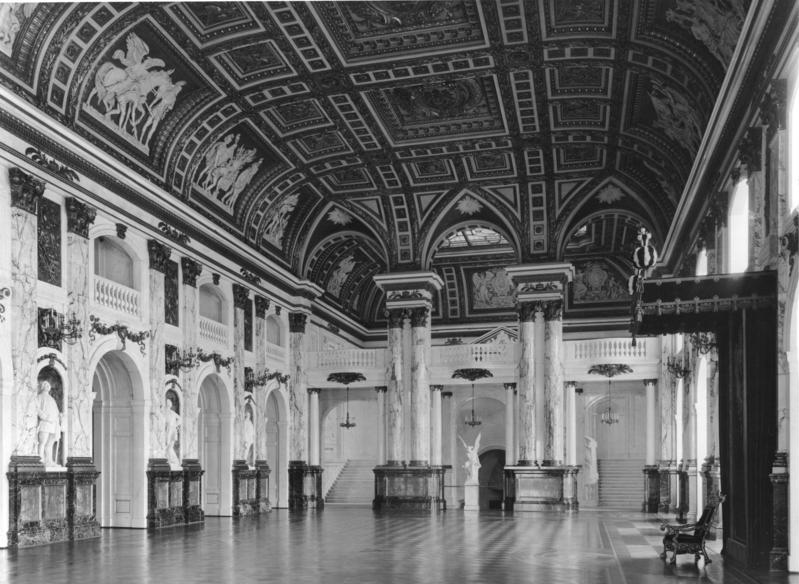
Weißer Saal des Königlichen Schlosses, Berlin
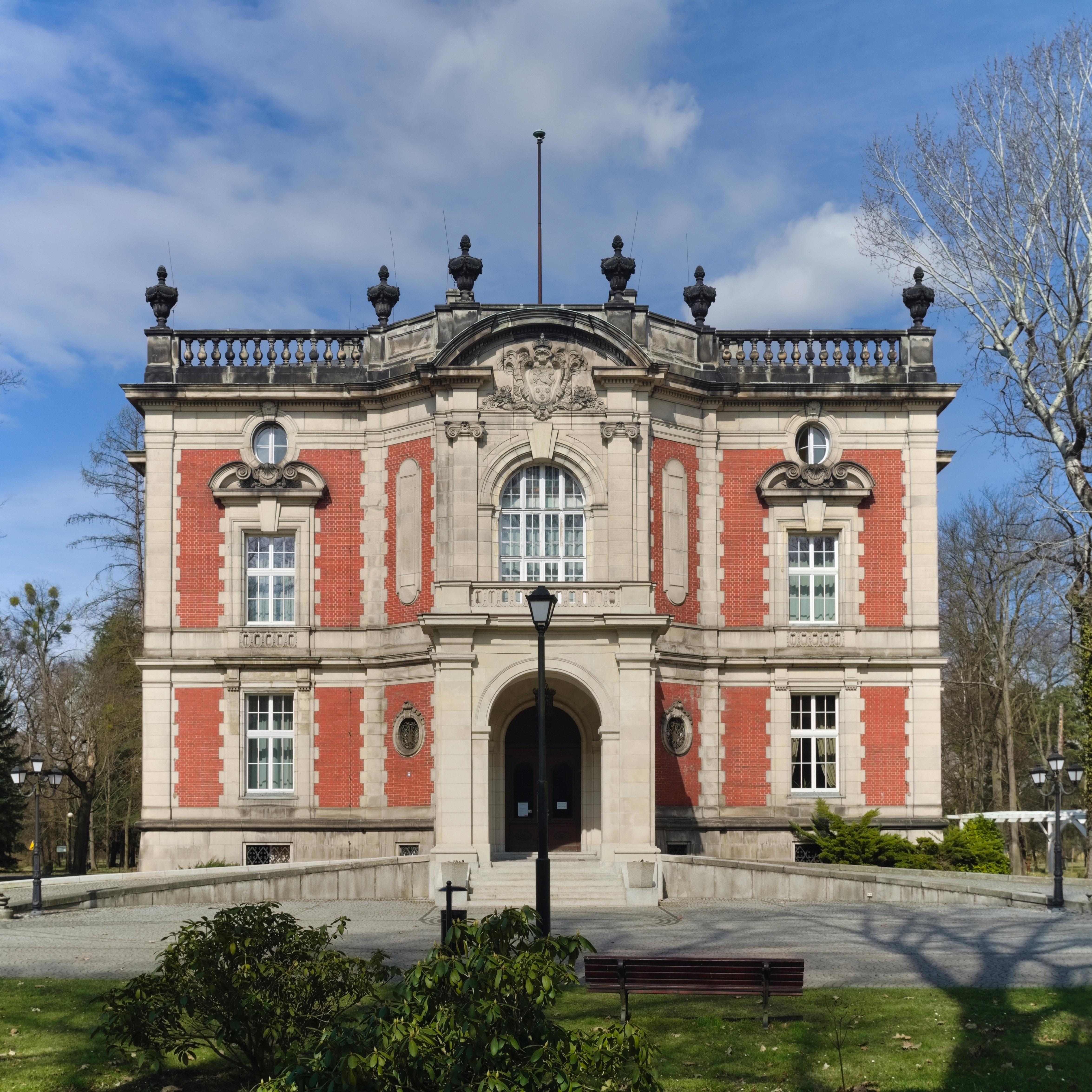
Kavaliershaus, Neudeck (Schlesien)

Kaiser Wilhelm II. erhob ihn am 27. Februar 1906 in den erblichen Adelsstand und verlieh ihm die Titel Wirklicher Geheimer Oberhofbaurat (am 23. Oktober 1912) und Exzellenz (am 22. März 1914).
Am 26. Januar 1913 kollidierte er mit seinem Automobil mit einer entgegenkommenden Straßenbahn, nachdem er vom Hohenzollerndamm aus in den Fehrbelliner Platz einbiegen wollte. Da er jedoch nur leichte Verletzungen in Form von Schnittwunden am Mund erlitt, konnte er später seine Rückfahrt mit einem anderen Automobil fortsetzten.
Ernst von Ihne starb am 21. April 1917 im Alter von 68 Jahren in seiner Wohnung in der Viktoriastraße 12. Er wurde anschließend in der St.-Hedwigs-Kathedrale beigesetzt. 1956 kam es zur Umbettung seiner sterblichen Überreste auf den St.-Hedwig-Friedhof an der Liesenstraße. Da dieses Grab später im Bereich des Grenzstreifens an der Berliner Mauer lag, wurde es eingeebnet.

## Ehrungen
- 1888: Hofarchitekt
- 1896: Geheimer Oberhofbaurat
- 1906: erblicher Adelsstand[7]

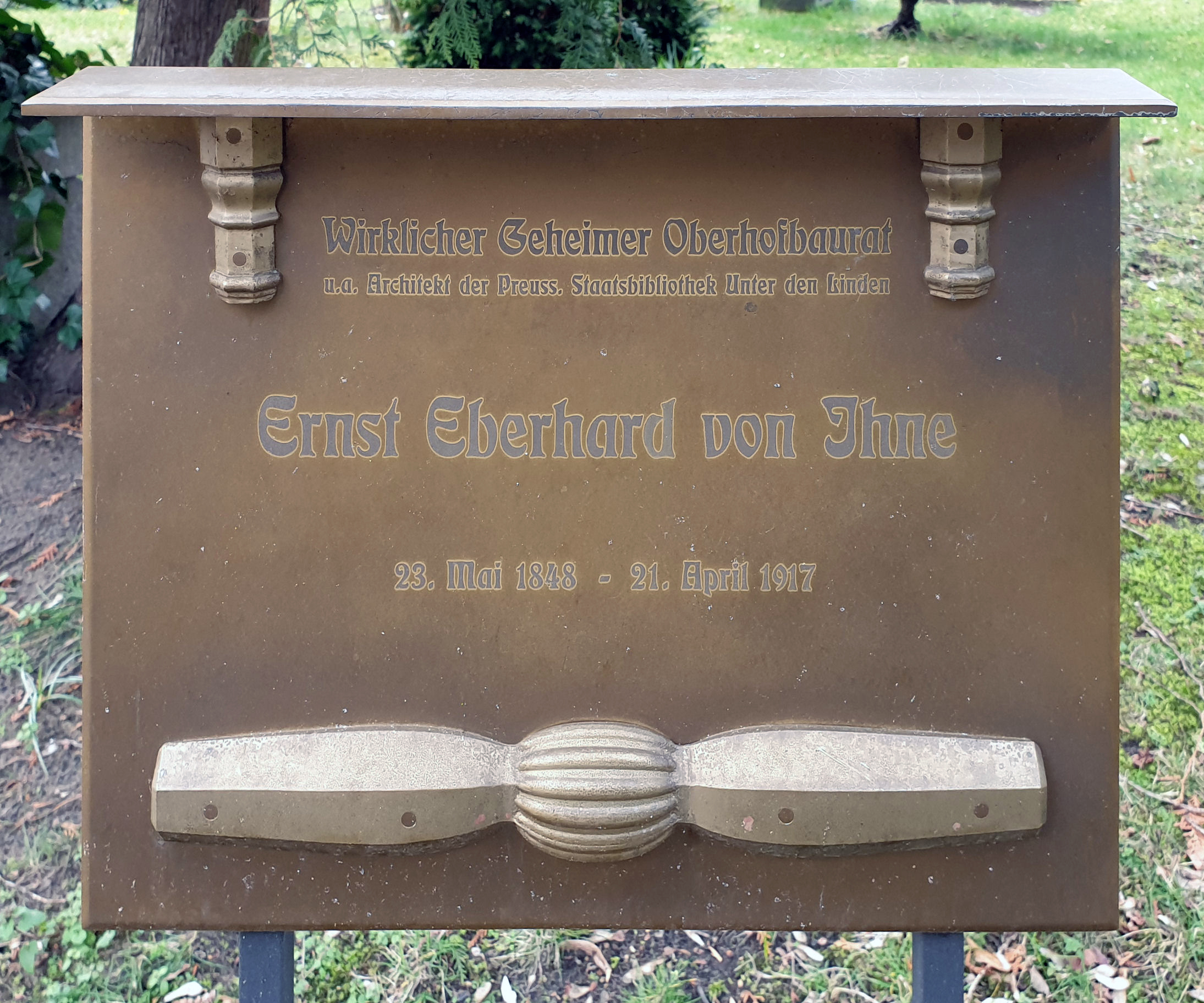
Gedenktafel auf dem Alten Domfriedhof der St.-Hedwigs-Gemeinde in Berlin

- 1912: Wirklicher Geheimer Oberhofbaurat
- 1913: Große Goldene Medaille für Kunst[8]
- 1914: Excellenz

Die Ihnestraße im Ortsteil Dahlem des Berliner Bezirks Steglitz-Zehlendorf ist seit dem 16. August 1928 nach ihm benannt.